# Varciopsis trigutta
Varciopsis trigutta är en insektsart som först beskrevs av Walker 1858.  Varciopsis trigutta ingår i släktet Varciopsis och familjen Nogodinidae. Inga underarter finns listade i Catalogue of Life.